# Trieng Gadeng
Trieng Gadeng is een bestuurslaag in het regentschap Aceh Timur van de provincie Atjeh, Indonesië. Trieng Gadeng telt 158 inwoners (volkstelling 2010).